# Ралль, Юрий Михайлович
Ю́рий Миха́йлович Ралль (1907—1965) — учёный-териолог, эпидемиолог, доктор биологических наук, профессор.

## Биография
В 1927 году числился научно-техническим сотрудником кафедры органической химии Педагогического факультета Саратовского государственного университета.
Начал зоологические исследования в Волжско-Уральских песках. Обратил внимание на основной источник чумы в этом районе — полуденную песчанку. Опубликовал работу «Введение в экологию полуденных песчанок».
С юности был болен туберкулёзом, у него было удалено одно лёгкое. В 1940 году по настоянию врачей переселился из Саратова в Пржевальск на берега Иссык-куля. Начал исследования горных природных очагов чумы на серых сурках. В 1944 году на конференции, посвященной 25-летию института «Микроб» выступил с докладом «Эпидемиология чумы как экологическая проблема», это был первый опыт обобщения основных закономерностей существования природных очагов чумы в разных регионах.
В 1944 году первым из зоологов противочумной системы защитил докторскую диссертацию.
С 1945 (по другим сведениям с 1944) по 1949 год руководил зоологическим отделом Ростовского-на-Дону научно-исследовательского противочумного института. Автор ценных руководств «Лекции по эпизоотологии чумы», «Грызуны и природная очаговость чумы», «Природная очаговость и эпизоотология чумы», в которых изложены основные положения учения о природной очаговости чумы.
В 1946 году возглавил кафедру зоологии Ростовского государственного университета. Вместе Т. И. Критской проводил работу по изучению енотовидной собаки. В 1953 году перешёл в Ставропольский противочумный институт.
В 1960 году награждён премией имени И. И. Мечникова АН СССР за работу «Лекции по эпизоотологии чумы».

## Научные труды

### Книги
- Ралль Ю. М. Методика полевого изучения грызунов и борьбы с ними. Под ред. науч. руководителя Рост. н/Д противочумного ин-та И. С. Тинкер ; Рост. н/Д гос. науч.-исслед. противочумный ин-т М-ва здравоохранения СССР. — Ростов н/Д : Ростиздат, 1947 (тип. им. Калинина). — 159 с.
- Ралль Ю. М. Лекции по эпизоотологии чумы. Под науч. ред. чл.-кор. АМН СССР проф. В. М. Жданова; Науч.-исслед. противочумный ин-т Кавказа и Закавказья М-ва здравоохранения СССР. — Ставрополь: Кн. изд-во, 1958. — 243 с.
- Ралль Ю. М. Очерк низкогорного хребта Боздаг как природного очага чумы (Азербайдж. ССР). — Ставрополь: «Ставропольская правда», 1958. — 64 с.
- Ралль Ю. М. Грызуны и природные очаги чумы. М. Медгиз. 1960. 224 с.
- Ралль Ю. М. Природная очаговость и эпизотология чумы. М. «Медицина». 1965. 363 с.

### Избранные статьи
- Введение в экологию полуденных песчанок
- Эпидемиология чумы как экологическая проблема // Зоол. журн. 1944. Т.23.
- Млекопитающие и низшие наземные позвоночные Ростовской области. 1953
- Ралль Ю. М., Караерова Г. П. 1954. Новые данные о распространении и вредной деятельности тушканчиков Scirtopoda telum Licht. в Ростовской области. // Зоол. журн. Т.33, вып.5. С.1184-1185.

### Научно-популярные книги
- Ралль Ю. М. Донские степи. Естественно-исторический очерк. Ростов н/Д. Ростиздат. 1946. 48 с.
- Ралль Ю. М. Занимательная зоология. Очерки из жизни степных животных. Ростов н/Д. Ростиздат. 1947. 56 с.
- Ралль Ю. М. Степная жизнь. Рассказы натуралиста. Ростов н/Д. Ростиздат. 1947. 71 с.
- Ралль Ю. М. В мире песков: записки натуралиста. — М., Изд-во МОИП, 1949. — 106 с.
- Ралль Ю. М. В Донских степях. Рассказы натуралиста. Ростов н/Д. Ростиздат. 1952. 64 с.
- Ралль Ю. М. Степи русские. Очерки натуралиста — Ставрополь: Кн. изд., 1960. — 101 с.

## Память
- В мае 1948 года В. Г. Гептнер предложил новое название Citellus pygmaeus ralli для описанной Ю. М. Раллем в 1935 инфраподвидовой формы Citellus pygmaeus pallidus arenicola[8].
- В мае 1948 подписана к печати и в июле-августе вышла монография Б. А. Кузнецова «Звери Киргизии», где описан в честь Ю. М. Ралля подвид Citellus relictus ralli, который сейчас часто рассматривается в ранге вида Spermophilus ralli. По мнению О. Л. Россолимо и И. Я. Павлинова это название младший омоним первого[8].